# Тюттендорф
Тюттендорф (нем. Tüttendorf) — община в Германии, в земле Шлезвиг-Гольштейн.
Входит в состав района Рендсбург-Экернфёрде. Подчиняется управлению Денишер Вольд. Население составляет 1141 человек (на 31 декабря 2010 года). Занимает площадь 17,76 км².